# Джули А. Нельсон
Джули А. Нельсон (род. 1956) — основательница и наиболее цитируемая учёная в области феминистской экономики, почётный профессор экономики Массачусетского университета в Бостоне. Применяет феминистскую теорию к моделям и методологии в экономике. Нельсон получила докторскую степень по экономике Университета Висконсин-Мэдисон. Её работа сосредоточена на гендере и экономике, философии и методологии экономики, экологической экономике и количественных методах.
Джули Нельсон, как представительница критики политической экономии с точки зрения феминизма, исходит из предпосылки, что экономика построена социально.

## Образование
Нельсон окончила колледж Святого Олафа (бакалавр экономики, 1978), получила степень магистра экономики в Университете Висконсин-Мэдисон в 1982 году, степень доктора философии в Университете Висконсин-Мэдисон В 1986 году.

## Карьера
Книга «За пределами экономического человека: феминистская теория и экономика», книга Нельсон, написанная в 1993 году совместно с Марианной А. Фербер, была названа «вехой» и «манифестом» феминистской экономики В следующем томе «Феминистская экономика сегодня» обобщается развитие этой области за следующие десять лет. Нельсон является соавтором серии учебников по экономике «В контексте».
Книга Нельсон 2006 года (2-е издание, 2018 г.) «Экономика для людей» отвергает мнение о том, что рынки являются неумолимыми «машинами». Инструменты, подчеркивающие «отстраненность, математическое рассуждение, формальность и абстракцию», является узкими и разрушительными, в то время как метафора «бьющегося сердца» лучше формулирует понятие об экономике с точки зрения ценностей. Другая недавняя работа посвящена вопросам этики и экономики, и особенно в связи с изменением климата, и тому, как стереотипы о женщинах исказили недавние исследования поведенческой экономики.
Нельсон была одним из основателей Международной ассоциации феминистской экономики, заместителем редактора журнала Feminist Economics, президентом Ассоциации социальной экономики в 2019 году и редактором отдела экономики журнала Business Ethics .
Начав свою карьеру в Бюро статистики труда США, впоследствии стала штатным доцентом Калифорнийского университета в Дейвисе, а затем, в качестве профессора экономики, преподавала в Массачусетском университете в Бостоне и работала старшим научным сотрудником Института глобального развития и окружающей среды.

## Избранная библиография

### Книги
- Nelson, Julie A. Beyond economic man: feminist theory and economics / Julie A. Nelson, Marianne Ferber Ferber. — Chicago : University of Chicago Press, 1993. — ISBN 9780226242019.
- Nelson, Julie A. Feminism, objectivity and economics. — London New York : Routledge, 1996. — ISBN 9780203435915.
- Nelson, Julie A. Feminist economics today: beyond economic man / Julie A. Nelson, Marianne Ferber Ferber. — Chicago : University of Chicago Press, 2003. — ISBN 9780226242071.
- Robeyns, Ingrid Robeyns (2005). Feminist economics today, edited by Marianne A. Ferber and Julie A. Nelson. Journal of Economic Methodology. 12 (4): 613–617. doi:10.1080/13501780500365592. S2CID 216138345. «Феминистская экономика сегодня, под редакцией Марианны А. Фербер и Джули А. Нельсон». Журнал экономической методологии . 12 (4): 613—617. дои : 10.1080/13501780500365592 . S2CID 216138345 .
- Nelson, Julie A. Economics for humans. — Chicago : University of Chicago Press, 2006. — ISBN 9780226572024.
- Nelson, Julie A. Economics for humans, 2nd Ed.. — Chicago : University of Chicago Press, 2018. — ISBN 9780226463803.
- Nelson, Julie A. Gender and Risk-Taking: Economics, Evidence, and Why the Answer Matters. — New York : Routledge, 2018. — ISBN 9781138284036.

### Журнальные статьи
- Nelson, Julie A. (November 1988). Household economies of scale in consumption: theory and evidence. Econometrica. 56 (6): 1301–1314. doi:10.2307/1913099. JSTOR 1913099.
- Nelson, Julie A. (April 1992). Gender, metaphor, and the definition of economics. Economics and Philosophy. 8 (1): 103–125. doi:10.1017/S026626710000050X. S2CID 146493891.
- Nelson, Julie A. (September 1992). Methods of estimating household equivalence scales: an empirical investigation. Review of Income and Wealth. 38 (3): 295–310. doi:10.1111/j.1475-4991.1992.tb00427.x. Pdf.
- Nelson, Julie A. (Spring 1995). Feminism and economics. Journal of Economic Perspectives. 9 (2): 131–148. doi:10.1257/jep.9.2.131.
- Nelson, Julie A. (January-February 1996). What is feminist economics all about?. Challenge: The Magazine of Economic Affairs. 39 (1): 4–8. JSTOR 40721660.{{cite journal}}:  Википедия:Обслуживание CS1 (формат даты) (ссылка)
- Nelson, Julie A. (Summer 2006). Can we talk? Feminist economists in dialogue with social theorists. Signs (Journal)|Signs: Journal of Women in Culture and Society. 31 (4): 1051–1074. doi:10.1086/500599. JSTOR 10.1086/500599. S2CID 36171639.
- Nelson, Julie A. (January 2016). Husbandry: a (feminist) reclamation of masculine responsibility for care (PDF). Cambridge Journal of Economics. 40 (1): 1–15. doi:10.1093/cje/bev060.
- Nelson, Julie A. (2014). The power of stereotyping and confirmation bias to overwhelm accurate assessment: The case of economics, gender, and risk aversion. Journal of Economic Methodology. 21 (3): 211–231. doi:10.1080/1350178X.2014.939691. S2CID 145424855.